# لس ناوگانتس

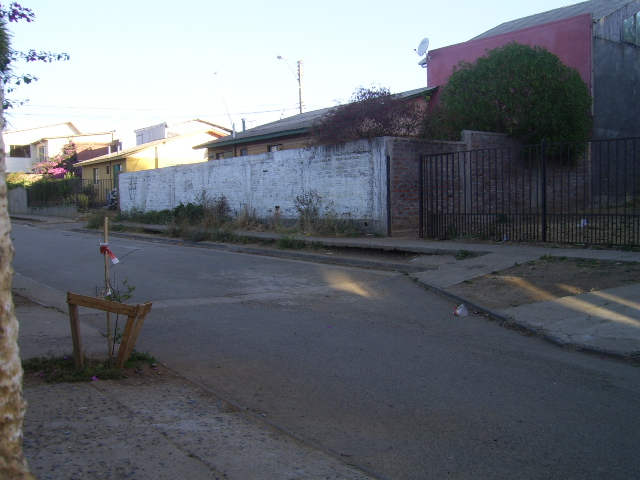
لس ناوگانتس.

لُس ناوگانتس نام دهکده‌ای در در شهر پیچیلمو کشور شیلی است. مساحت آن تقریباً ۱٫۵ کیلومتر است و در سال ۱۹۹۷ ایجاد شده‌است.